# Rage (jeu vidéo)
Pour les articles homonymes, voir Rage.
Rage est un jeu de tir à la première personne développé par id software, annoncé à la Quakecon en août 2007. Il est édité par Bethesda Softworks et utilise le moteur id Tech 5. Le jeu est sorti le 7 octobre 2011 sur PS3, Xbox 360 et sous Windows. Une sortie sur iOS a fait office de démo le 1er décembre 2010. L'auteur Matthew J. Costello a participé au scénario du jeu.
Il a pour suite Rage 2.

## Trame
L'histoire prend place en 2135, soit 106 années après que la Terre ait été percutée par Apophis, un immense astéroïde. Si les conséquences de cette catastrophe ont été terribles, toute forme de vie ayant presque disparu, les instances internationales ont tout de même réussi à anticiper le drame en mettant sur pied un plan baptisé « Arche ». Celui-ci prévoyait l'enfouissement dans les entrailles de la Terre durant un laps de temps déterminé, de capsules au sein desquelles furent enfermés des êtres humains cryogénisés avec tout le nécessaire à leur survie. Grâce à une technologie de pointe, cette hibernation ne s'est pas avérée mortelle pour les plus résistants d'entre eux. Le joueur fait partie de ces rescapés. À son réveil, il se retrouve isolé au cœur d'une planète dévastée et peuplée de créatures pour le moins hostiles.

## Système de jeu
Rage est un jeu de tir à la première personne se déroulant dans un univers post-apocalyptique dans lequel il faut survivre aux brigands et diverses viles créatures rencontrées. Pour ce faire, le joueur a à sa disposition un large attirail de destruction qu'il pourra créer lui-même à partir de composants trouvés un peu partout dans le jeu.

## Développement

### Doublage version française
- Jean Barney : Capitaine Marshall
- Michel Vigné : Dan Hagar
- Ariane Deviègue : Elizabeth Cadence
- Emmanuel Garijo : Lassard
- Philippe Dumond : John Portman
- Philippe Catoire : maire Clayton
- Sébastien Desjours : Saul
- Guillaume Lebon : habitant de Wellspring
- Georges Claisse : Redstone, habitants de Wellspring
- Sylvain Lemarié : habitant de Subway Town
- Benoît Allemane : Amaury Derududeusette
- Jean-Pol Brissart : Jackie Wheels
- Caity Lotz : Lily Prowley

### Easter Eggs
De nombreuses salles et trophées faisant référence à d'autres jeux développés par Id Software sont présents. On peut trouver une salle de Doom (E1M1 Hangar) avec le trophée du Marine contrôlé dans les jeux, et un portail vers un temple dans Quake avec, dans cette salle, un trophée du démon Quake et des portails menant aux niveaux « facile », « moyen » et « difficile ». Enfin, une prison du jeu Wolfenstein 3D avec un trophée est présente[réf. nécessaire].

### Version iPhone
La version iPhone se présente plus comme une démonstration technologique que comme un véritable jeu. Ce dernier reprend l'univers de rage mais avec une durée de vie limitée de trente minutes environ. On retiendra cette version pour ses graphismes époustouflants et révolutionnaires sur un iPhone[réf. nécessaire].

## Postérité
Dans les épisodes 7 et 8 de la saison 4 de Breaking Bad, le personnage de Jesse Pinkman incarné par Aaron Paul joue à Rage en prologue aux épisodes.